# Nkongsamba
Nkongsamba es una ciudad del oeste de Camerún situada en el departamento de Moungo, en la región Litoral. Tiene una población de 104.050 habitantes según el censo del 11 de noviembre de 2005. La ciudad en un centro de granjas de palmas aceiteras, plátanos y café y está situada entre dos montañas: la Massif du Manengouba y Mount Nlonako. Al centro de la ciudad se le denomina la Villa.

## Otros lugares
A 10 km de la Villa está la población de Bare, lugar de mercado los jueves. Cada jueves, los granjeros de diferentes puntos se reúnen para vender sus productos.

## Transporte
Nkongsamba era el término de la línea de ferrocarril del oeste. Finalizada por los colonos alemanes en 1911.
- Datos: Q999070
- Multimedia: Nkongsamba / Q999070